# 19081 Мравінський
19081 Мравінський (19081 Mravinskij) — астероїд головного поясу, відкритий 22 вересня 1973 року.
Тіссеранів параметр щодо Юпітера — 3,377.